# القوات المسلحة الأنغولية
القوات المسلحة الأنغولية
هناك ثلاثة مكونات، الجيش والبحرية والقوات الجوية العسكرية الجوية . وكان مجموع القوى العاملة التي ذكرت في عام 2013 حوالي 107،000.أفراد نشطة 87،000 ,أفراد الاحتياط 30،000
- تأسس الجيش عام 1975, بحلول عام 1976 قد تحولت فابلا من وحدات حرب العصابات مسلحة تسليحا خفيفا إلى جيش وطني قادر على العمليات الميدانية.
اعتبارا من عام 2011، حسبما ذكر فإن القوات البرية تضم 42 أفواج مدرعة / مشاة . و16 ألوية مشاة وهذه المشاة تضم الدبابات والمدفعية . وشملت المعدات الرئيسية أكثر من 140 دبابة قتال رئيسية، و600 مركبة استطلاع، أكثر من 320 مركبة مدرعة ومركبة قتال المشاة، و298 مدافع الهاوتزر.
- البحرية حوالي 2،500
- مجموع أفراد القوات الجوية الأنغولية حول 8،000، ويشمل معداتها ستة سوخوي سو 27 طائرة مقاتلة ونقل
- التجنيد في الخدمة الإلزامية لمدة 24 شهرا.
- الميزانية 1654000000 $ (2007).